# 品川スキンクリニック
品川スキンクリニック（しながわすきんくりにっく）は、東京を中心に全国展開している美容皮膚科、美容整形、等を提供しているクリニックである。
同クリニックは『医療法人社団翔友会』グループの一つで、グループ全体的には『品川近視クリニック』など全国40院以上のクリニックを運営する。理事長は綿引 一。

## 沿革
- 1988年（昭和63年）最初の品川美容外科を東京に開設[1][2]
- 2004年（平成16年）レーシックの分野で品川近視クリニックを開設
- 2009年（平成21年）2月19日、社団翔友会　品川スキンクリニック　設立
- 2011年（平成23年）6月9日、YouTubeチャンネル『【公式】品川美容外科 / 品川スキンクリニック』を開設
- 2015年（平成27年）4月Twitter（現在X）『【公式】品川美容外科・品川スキンクリニック』を開設
- 2023年（令和5年）8月時点で美容皮膚科クリニック・美容外科クリニックあわせて39院開設